# السفارة السعودية في زامبيا
سفارة المملكة العربية السعودية في جمهورية زامبيـا، هي بعثة دبلوماسية سعودية تقع في لوساكا عاصمة زامبيا ويترأس البعثة سفير خادم الحرمين الشريفين علي بن سعد القحطاني. العنوان: شارع لباردهيل حي كابلونجا رقم 27 بي سي لوساكا - زامبيا.

## سفراء السعودية في زامبيا
| السفير              | الفترة من   | ملاحظات |
| ------------------- | ----------- | ------- |
| علي بن سعد القحطاني | يناير 2023  | [ 1 ]   |
| أسامة بن محمد كرنشي | فبراير 2019 | [ 2 ]   |

## وصلات خارجية
- موقع سفارة المملكة العربية السعودية السعودية في زامبيـا
- وزارة الخارجية السعودية (بالعربية)
- Ministry of Foreign Affairs of Kingdom of Saudi Arabia (بالإنجليزية)